# Генеральный штаб Вооружённых сил Республики Беларусь
Генеральный штаб Вооружённых Сил Республики Беларусь (бел. Генеральны штаб Узброеных Сіл Рэспублікі Беларусь) — центральный орган военного управления, осуществляющее оперативное управление вооружёнными силами страны, организует взаимодействие и координирует деятельность вооружённых сил, других войск, органов государственной безопасности, воинских формирований, созданных в соответствии с законодательством Республики Беларусь по выполнению задач в области обороны государства.

## Структура
- Главное оперативное управление
- Главное разведывательное управление
- Главное организационно-мобилизационное управление
- Информационная-аналитическое управление
- Управление связи
- Управление территориальной обороны
- Управление инженерных войск
- Управление ракетных войск и артиллерии
- Управление радиоэлектронной борьбы
- Управление радиационной, химической, биологической защиты и экологии
- Седьмое управление
- Навигационно-топографическое управление
- Организационный отдел
- Восьмое управление
- Финансовый отдел

## Задачи
Согласно 5-й статье Положения «О Генеральном штабе Вооруженных Сил Республики Беларусь» 2006 года основными задачами Генерального штаба являются:
- участие в подготовке и реализации предложений по формированию государственной политики в области обороны, в том числе военной политики и военной доктрины Республики Беларусь;
- организация стратегического планирования обороны государства;
- планирование применения Вооруженных сил и управления ими;
- планирование совместного применения Вооруженных Сил, других войск и воинских формирований (в том числе выдвинутых в состав региональной группировки войск Республики Беларусь и Российской Федерации) и организация всех видов стратегического обеспечения такого применения;
- организация взаимодействия и координация деятельности структурных элементов военной организации государства при осуществлении стратегического планирования и выполнении мероприятий в области обороны как в мирное, так и в военное время;
- управление созданием и развитием единой системы управления государством в условиях военной угрозы и военного времени;
- поддержание боеспособности и боевой готовности Вооружённых сил, организация и осуществление беспрерывного управления ими, осуществление контроля за стратегическим развертыванием Вооружённых сил, других войск и воинских формирований;
- организация и проведение мероприятий оперативной и мобилизационной подготовки Вооружённых сил, координация оперативной и мобилизационной подготовки других войск и воинских формирований в целях защиты Республики Беларусь;
- планирование мероприятий по строительству и развитию Вооруженных сил и организация их выполнения;
- планирование подготовки военноученного резерва, организация его воинского учёта и учёта транспортных средств, предоставляемых государственными органами, иными организациями и гражданами Вооружённым силам, иным войскам и воинским формированиям при их мобилизационном развёртывании;
- планирование и организация защиты государственных секретов, информационных ресурсов в Вооружённых силах, скрытого управления войсками, службой войск;
- развитие теории военного искусства, разработка новых форм и способов применения Вооружённых сил, других войск и воинских формирований в целях вооруженной обороны государства (в том числе совместно с Генеральным штабом Вооружённых Сил Российской Федерации по вопросам применения региональной группировки войск Республики Беларусь и Российской Федерации).

## Начальники
- Николай Павлович Чуркин (1992—1994)
- Леонид Семёнович Мальцев (1994—1995)
- Александр Петрович Чумаков (1995—1997)
- Михаил Фёдорович  Козлов[бел.] (1997—2001)
- Сергей Петрович Гурулёв[бел.] (2001—2009)
- Пётр Николаевич Тихоновский[бел.] (2009—2013)
- Олег Алексеевич Белоконев (2014—2019)
- Александр Григорьевич Вольфович (2020—2021)
- Виктор Владимирович Гулевич (2021—2024)
- Павел Николаевич Муравейко (с 2024)